# Година опасног живљења
Година опасног живљења је аустралијски филм редитеља Питера Вира из 1983. То је адаптација истоименог романа Кристофера Коука. У главној улози је Мел Гибсон.

## Радња
Радња филма се одвија у Индонезији, године 1965, за време свргавања председника Сукарна. Прича прати групу страних изасланика у Џакарти, у предвечерје покушаја пуча од стране комуниста и за време репресалија војске и убистава стотина хиљада људи. Гај Хамилтон (Мел Гибсон), аустралијски новинар, упада у романсу са Џил Брајант (Сигорни Вивер), радницом у британској амбасади. Патуљасти Били Кван (Линда Хант) је локални фотограф и веза Гаја Хамилтона.

## Улоге
- Гај Хамилтон — Мел Гибсон
- Џил Брајант — Сигорни Вивер
- Били Кван — Линда Хант
- Пит Кертис — Мајкл Марфи
- пуковник Хендерсон — Бил Кер
- Воли О’Саливан — Ноел Ферје
- Кумар — Бембол Роко
- Кевин Кондон — Пол Сонкила

## Награде
Линда Хант је добила Оскара за најбољу споредну глумицу, иако је у филму глумила мушкарца.